# 龙江镇 (龙门县)
龙江镇，是中华人民共和国广东省惠州市龙门县下辖的一个乡镇级行政单位。

## 行政区划
龙江镇下辖以下地区：
龙江社区、路溪社区、龙江村、罗洞村、广尾村、六子元村、格浪村、石前村、岭咀村、良塘村、坑头村、陈禾洞村、埔心村、沈村、六屯村、石下村、甘坑村和路溪村。